# Astronomia amateur

Astrònoms afeccionats observant la pluja de Perseids al riu Delaware, Nova Jersey, EUA l'agost del 2006.

L'astronomia afeccionada és la realitzada per astrònoms no professionals. Sovint es considera a l'astrònom afeccionat a aquell astrònom aficionat que no només observa el cel sinó que ensems contribueix a l'astronomia amb les seves pròpies observacions. En moltes ocasions, la línia frontera entre un astrònom professional i l'afeccionat és molt difuminada perquè alguns d'ells han contribuït de manera destacada al desenvolupament de l'astronomia o del coneixement del cel nocturn.
El primer pas per iniciar-se en l'astronomia afeccionada acostuma a ser un aprenentatge introductori dels astres, començant pels que trobem en el Sistema Solar (Lluna, planetes, etc..) i acabant pels objectes més allunyats (galàxies, nebuloses, estrelles llunyanes…).
El següent pas és reconèixer els diferents astres al cel: detectar els planetes, les estrelles més importants i algunes constel·lacions. En aquests primers passos s'acostuma a fer observació a simple vista i/o amb ajuda de prismàtics per poder observar amb més detall la Lluna, planetes i altres objectes.
Quan s'ha assolit certa experiència, l'astrònom aficionat és capaç de situar-se i detectar en el cel diferents objectes. És llavors quan l'ús d'un telescopi es converteix en el següent nivell d'observació. Per utilitzar un telescopi s'ha d'aprendre a instal·lar-lo i calibrar-lo per tal de poder fer la localització i el seguiment d'astres correctament.
La selecció d'un telescopi s'ha de fer d'acord amb l'experiència. És usual que el primer telescopi d'un aficionat sigui un refractor (telescopi de Galileu) d'obertura reduïda i amb montura altazimutal, ja que el seu preu acostuma a ser més reduït que altres telescopis més grans (com els reflectors) o que tinguin muntura equatorial. A mesura que es guanya experiència, l'astro-afeccionat passa a utilitzar telescopis més grans i amb montures més complexes, incorporant tècniques com el seguiment d'astres automatitzat, astrofotografia, etc.